# Fritz-Werner Hoberg
Fritz-Werner Hoberg (* 26. August 1913 in Liesborn; † 4. Oktober 1994) war ein deutscher Politiker der CDU.

## Ausbildung und Beruf
Fritz-Werner Hoberg besuchte nach der Volksschule ein Realgymnasium, das er 1933 mit dem Abitur abschloss. Er belegte ein Jurastudium von fünf Semestern in München, Königsberg, Bonn und Kiel. Danach leistete Hoberg seinen Wehrdienst ab. Bei Kriegsende war er Oberstleutnant und Regimentskommandeur. 1945 schulte er zum Landwirt um. Ab 1950 arbeitete er als selbständiger Landwirt und Brennereibesitzer.

## Politik
Fritz-Werner Hoberg war ab 1952 Mitglied der CDU. Er wirkte als Vorstandsmitglied der CDU-Kreisunion Warendorf. Von 1958 bis 1973 war er Vorsitzender des CDU-Agrarausschusses des Kreises Beckum, von 1958 bis 1974 Vorstandsmitglied der CDU-Kreisunion Beckum. Von 1952 bis 1970 fungierte er als Mitglied der Amtsvertretung Liesborn-Wadersloh, von 1956 bis 1965 war er hier Amtsbürgermeister. Er war von 1960 bis 1964 Mitglied der Landschaftsversammlung Westfalen-Lippe und Mitglied der Gemeindevertretung Liesborn von 1960 bis 1970. Hoberg war von 1969 bis 1975 Mitglied des Kreistages Beckum.
Fritz-Werner Hoberg war vom 26. Juli 1970 bis zum 28. Mai 1980 direkt gewähltes Mitglied des 7. und 8. Landtages von Nordrhein-Westfalen für den Wahlkreis 086 Warendorf-Beckum II.